# Charlton (Greenwich)
Charlton és un barri del districte de Greenwich de Londres, Anglaterra (Regne Unit). Charlton next Woolwich era una antiga parròquia del comtat de Kent, que forma part de l'àrea metropolitana de Londres des del 1855.
El nom es troba documentat el 1086 com Cerletone. Està format per 'ceorl' i 'tūn', que significa "granja dels homes lliures o campesins".